# Ocneria rubea
Espèce
Ocneria rubea, le Bombyx rubicond ou Liparis rosâtre, est une espèce de lépidoptères (papillons) de la famille des Erebidae et de la sous-famille des Lymantriinae.

## Description

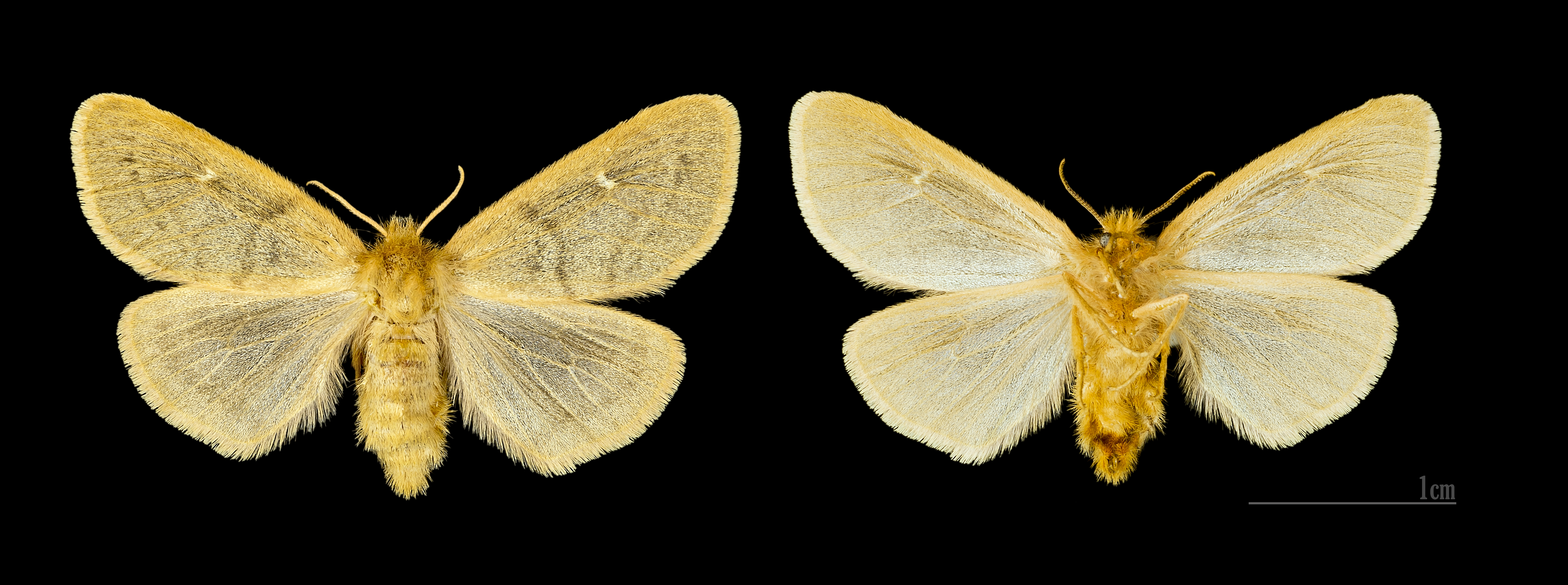
Les deux faces ♀ Monteils - Muséum de Toulouse

## Distribution
Espèce méditerranéeenne : sud de l'Europe et nord de l'Afrique. En France, surtout dans le sud.

## Systématique
L'espèce actuellement appelée Ocneria rubea a été décrite par les entomologistes Johann Nepomuk Cosmas Michael Denis et Ignaz Schiffermüller en 1775, sous le nom initial de Bombyx rubea.
La localité type est la région de Vienne.

### Synonymie
- Bombyx rubea Denis & Schiffermüller, 1775 — protonyme
- Ocneria rubea var. rubrior Fuchs, 1900[2]